# Kajsa Bergqvistová
Kajsa Margareta Bergqvistová (švédsky IPA: 'kajːsa 'bærːjˌkvɪst; * 12. října 1976 Sollentuna) je bývalá švédská atletka, která soutěžila ve skoku do výšky.

## Kariéra
Jejími největšími úspěchy jsou bronzová medaile z letních olympijských her v Sydney 2000, tituly mistryně světa (2005), mistryně Evropy (2002), halové mistryně světa (2001, 2003) a halové mistryně (2000) a vicemistryně (2002) Evropy.
V dětství se věnovala fotbalu, později v atletice začínala jako vícebojařka. Svůj talent uplatňovala již na dorosteneckých a juniorských šampionátech. Ve sbírce má zlatou medaili z evropského olympijského festivalu mládeže z roku 1993. O rok později získala stříbrnou medaili na juniorském mistrovství světa v Lisabonu, kde prohrála s Ruskou Olgou Kaliturinovou jenom díky horšímu technickému zápisu. V roce 1995 vybojovala stříbro také na ME juniorů v maďarském městě Nyíregyháza, kde se o cenný kov podělila s Ruskou Julijou Ljachovovou. Obě překonaly 189 cm.
Reprezentovala na letních olympijských hrách 1996 v Atlantě, kde skončila v kvalifikaci. Další stříbrnou medaili vybojovala na prvním ročníku nového atletického šampionátu. Historicky první ME do 23 let se uskutečnilo ve finském Turku v roce 1997. Ve finále překonala 193 cm, zatímco vítězná Ruska Ljachovová 197 cm. Kvůli zdravotním problémům s přetrženou achilovkou se nemohla zúčastnit olympijských her v Athénách v roce 2004.
Sedmkrát se zúčastnila mistrovství světa v atletice. Jen v jednom případě neprošla kvalifikací, v roce 1995 na světovém šampionátu v Göteborgu. Na MS 1999 ve španělské Seville se podělila s Češkou Zuzanou Hlavoňovou a Američankou Tishou Wallerovou o čtvrté místo. Na dalších dvou šampionátech (Edmonton 2001, Paříž 2003) získala vždy bronz. Zlaté medaile se dočkala na MS 2005 v Helsinkách, kde mj. získala její krajanka Emma Greenová bronz. Poté, co překonala napoprvé výšku 202 cm se pokoušela překonat světový rekord Bulharky Kostadinovové, avšak 210 cm neskočila.

### Halový světový rekord
Od 4. února 2006 je držitelkou halového světového rekordu ve skoku do výšky, jehož hodnota je 208 cm. V německém Arnstadtu po čtrnácti letech vymazala z prvního místa historických tabulek výkon 207 cm, který skočila Němka Heike Henkelová 8. února 1992 v Karlsruhe.

### Ukončení kariéry
31. prosince 2007 se v Jihoafrické republice provdala za svého přítele, režiséra Månse Herngrena. Krátce na to 7. ledna 2008 oznámila oficiální konec své atletické kariéry. V letech 2001 – 2008 žila v Monaku.

### Osobní rekordy
Patří mezi devět výškařek celé historie, které mají skočeno v hale i pod širým nebem 205 cm a více. Totéž dále dokázaly Bulharka Stefka Kostadinovová, Němky Heike Henkelová a Ariane Friedrichová, Belgičanka Tia Hellebautová, Chorvatka Blanka Vlašičová, Rusky Anna Čičerovová a Marija Lasickeneová a Ukrajinka Jaroslava Mahučichová. Dvoumetrovou hranici a vyšší zdolala celkově 52 krát.
Venku
- Skok do výšky – 206 cm – 26. červenec 2003, Eberstadt

Hala
- Skok do výšky – 208 cm – 4. únor 2006, Arnstadt  (Současný světový rekord)

## Osobní život
Manželství s o jedenáct let starším Månsem Herngrenem skončilo rozvodem na začátku roku 2011. V prosinci téhož roku oznámila Bergqvistová svoji homosexuální orientaci.